# ترک‌اوبا (ماساللی)
ترک‌اوبا (به لاتین: Türkoba) یک منطقهٔ مسکونی در جمهوری آذربایجان است که در شهرستان ماساللی واقع شده‌است.

## جمعیت
ترک‌اوبا ۲٬۷۰۰ نفر جمعیت دارد.